# Vlag van Lierde
De vlag van Lierde werd door de gemeenteraad op 12 oktober 1981 officieel vastgesteld als de gemeentelijke vlag van de Oost-Vlaamse gemeente Lierde. Op 1 april 1985 werd hij door het Bestuur van Vlaanderen bevestigd en uiteindelijk gepubliceerd op 8 juli 1986 in het officiële Belgisch Staatsblad.
Officieel wordt de vlag beschreven als:
Vier even hoge banen van rood, van geel, van zwart en van wit.
De kleuren van de vlag zijn afkomstig op het gemeentewapen.

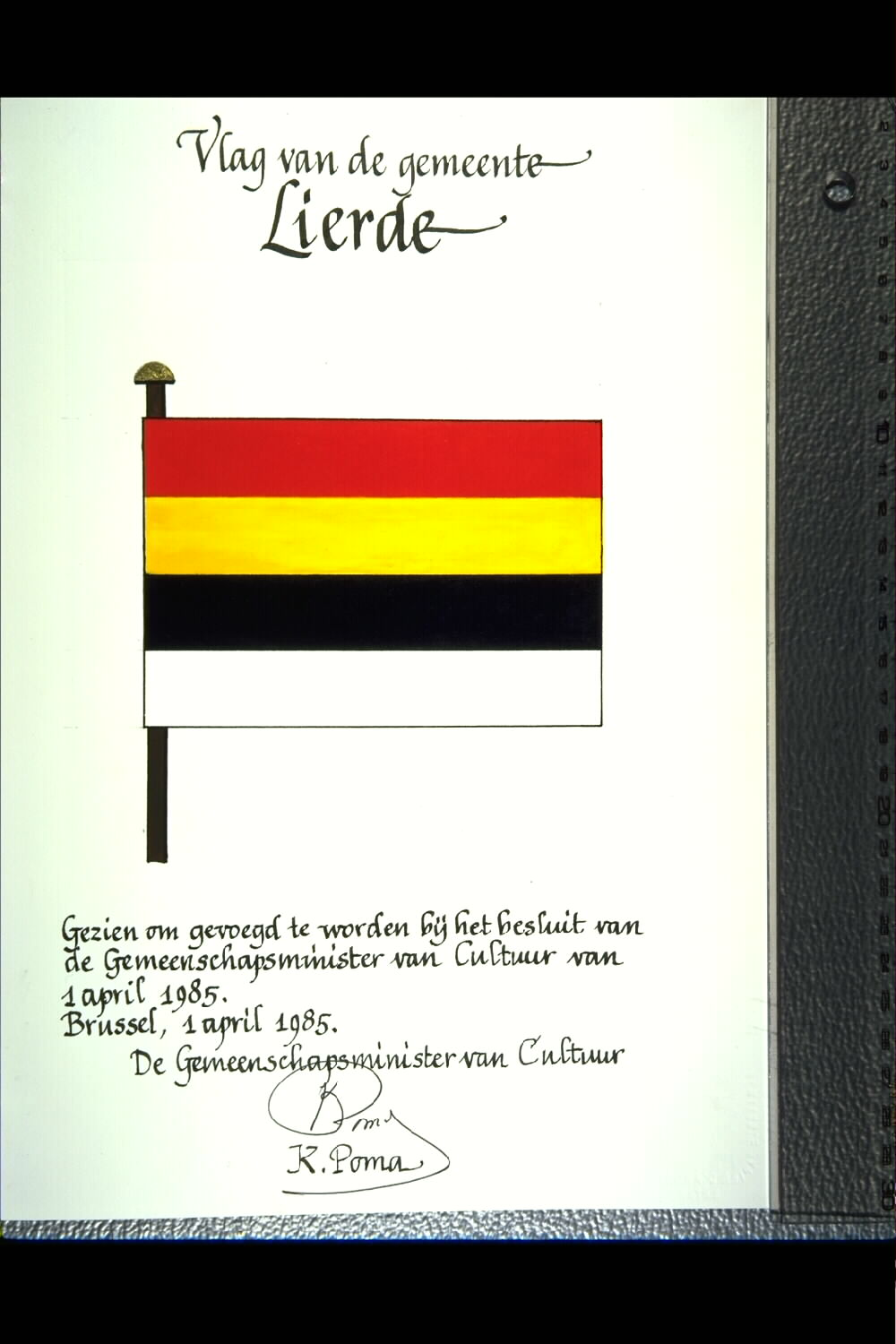
Ontwerp vlag getekend door Karel Poma